# Пристань (Карачаево-Черкесия)
Пристань — село в Прикубанском районе Карачаево-Черкесии Российской Федерации. Входит в состав Николаевского сельского поселения.

## География
Расположен в северо-восточной части республики, на реке Абазинка. Фактически слилось с селом село Койдан.
Уличная сеть: ул. Береговая, ул. Джегутинская, ул. Интернациональная, ул. Победы, ул. Пятихатка.

## История
Нынешние села Таллык, Пристань и др. своим возникновением обязаны С.-У. Б. Токаеву, второму секретарю обкома КПСС (до войны — первый секретарь Карачаевского обкома партии) Джазаева И.А-. Поселенческий процесс в Карачаево-Черкесии в период репатриации карачаевского народа // Научная мысль Кавказа. — 2011.

## Население
| 2002 | 2010 | 2021  |
| ---- | ---- | ----- |
| 815  | ↗844 | ↗1007 |

## Инфраструктура
МКУО «Средняя общеобразовательная школа с. Пристань», Сельская библиотека с. Пристань, Дом культуры Пристань сельского поселения, ФАП с. Пристань, Отделение почтовой связи с. Пристань

## Транспорт
Автодорога «Черкесск — Пристань».